# Asquins
Asquins ist eine französische Gemeinde mit 297 Einwohnern (Stand 1. Januar 2022) im Département Yonne in der Region Bourgogne-Franche-Comté. Sie gehört zum Arrondissement Avallon und ist Mitglied im Gemeindeverband Avallon-Vézelay-Morvan. Die Bewohner werden Asquinois und Asquinoises genannt.

## Geografie

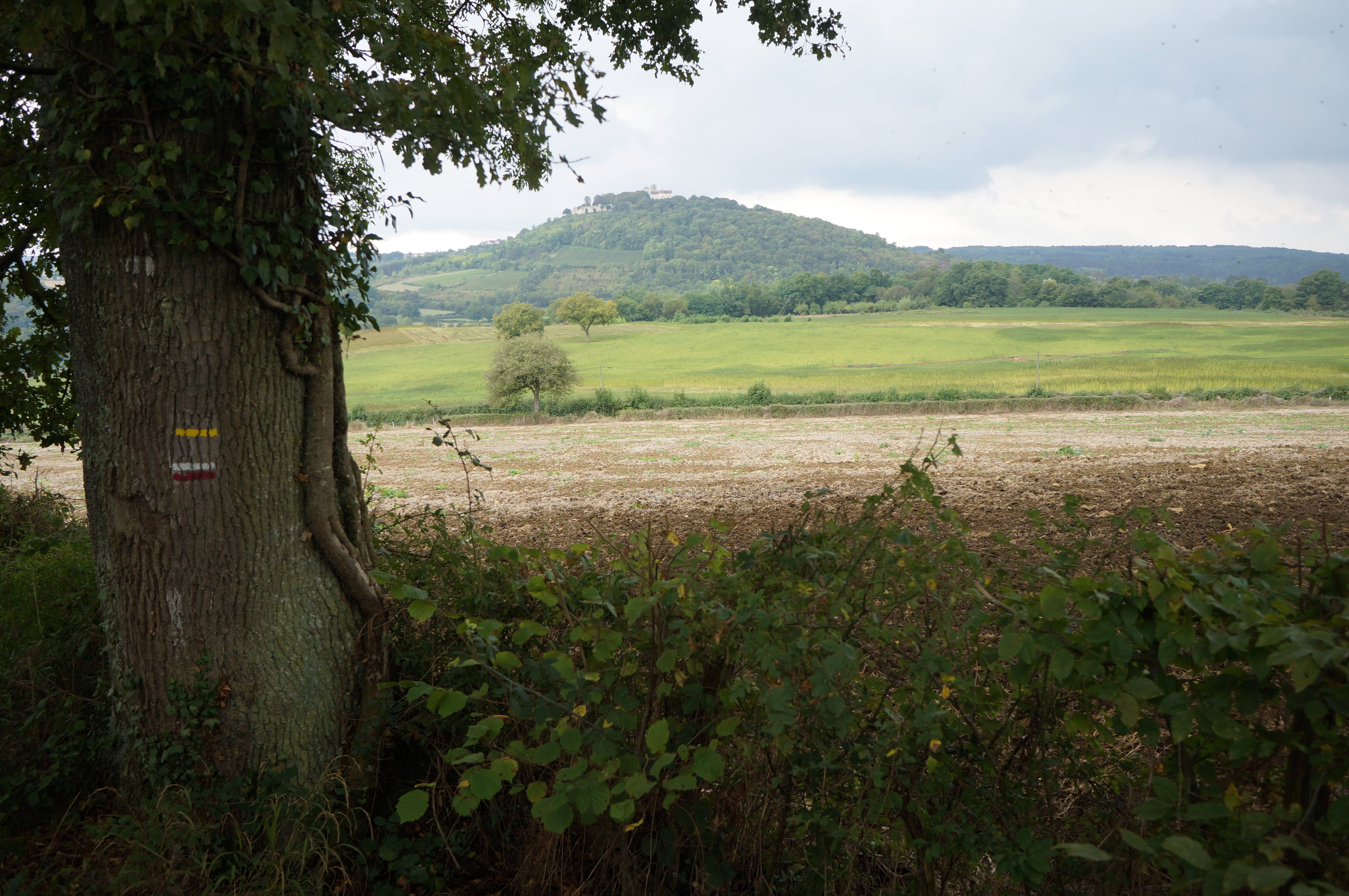
Blick auf den Hügel von Vézelay

Asquins liegt am nördlichen Fuß des Hügels von Vézelay, etwa 37 Kilometer südsüdöstlich von Auxerre und etwa 12 Kilometer westlich von Avallon. Die Gemeinde befindet sich an der äußersten Nordwestspitze des Regionalen Naturparks Morvan. Westlich des Ortes erhebt sich eine bewaldete Hochfläche. Über die Hälfte der Fläche der Gemeinde ist von Wald bedeckt. 
Asquins liegt auf 144 m Höhe am linken Ufer der Cure, einem rechter Nebenfluss der Yonne, der das Gemeindegebiet von Süd nach Nord durchquert. Außerdem wird das Gemeindegebiet vom Ruisseau de Nanchèvre entwässert, der als natürliche Grenze zur südlichen Nachbargemeinde Saint-Père dient und in die Cure mündet. Die höchste Erhebung der Gemeinde ist der Hügel Brûle-Goué (331 m) nordöstlich des Zentrums.
Umgeben wird Asquins von den fünf Nachbargemeinden:
| Montillot |                                             | Givry               |
|           | Kompassrose, die auf Nachbargemeinden zeigt | Domecy-sur-le-Vault |
| Vézelay   |                                             | Saint-Père          |

## Geschichte
Das Dorf steht am Ort einer alten keltisch-römischen Befestigung. Die Weihe einer christlichen Kirche ist zumindest vor 1098 erfolgt.
Im Mittelalter hatte Asquins Bedeutung als letzter Ort vor Erreichen des Wallfahrtsortes Vézelay und seiner Basilika Sainte Marie-Madeleine. Dort begann, nach der Schilderung im Codex Calixtinus (auch Jakobsbuch genannt), die Via Lemovicensis, einer der französischen Abschnitte des Jakobsweges nach Santiago de Compostela. Als im Jahr 1132 die heutige Kirche geweiht wurde, erschien sie in Dokumenten als „Ecclesia peregrinorum“ (Pilgerkirche).
Tatsächlich soll der vermutliche Autor des Codex Calixtinus, Aimeric Picaud, dessen erste Teile in den Jahren vor 1140 in Asquins verfasst haben, bevor er sich selbst auf die Pilgerfahrt nach Santiago begab.
Einer der Wege, auf denen Pilger aus Belgien und Nordfrankreich die Via Lemovicensis erreichten, führte von Metz über Verdun, Châlons-en-Champagne und Auxerre. Wer auf ihm nach Vézelay reiste, sah dessen Basilika erstmals von der Anhöhe über Asquins aus. Wie nahe vielen Wallfahrtsorten wurde diese Stelle, der sogenannte Montjoie („Berg der Freude“), mit einem Wegekreuz gekennzeichnet. Dessen steinerne Basis ist heute noch vorhanden.
Asquins, das bis zu deren Säkularisation 1538 der Abtei von Vézelay unterstand, wurde während der Hugenottenkriege 1569 in die Kämpfe um Vézelay verwickelt und teilweise zerstört.
Im 18. und 19. Jahrhundert wurde rund um Asquins Wein angebaut. Wegen der Schäden durch die Reblaus musste dies jedoch aufgegeben werden, die alten Weinberge sind heute mit Nadelbäumen überwuchert. Asquins liegt jedoch immer noch innerhalb der definierten Grenzen der Weinbauregion Burgund. Definierte Flächen sind zur Produktion von Weinen unter der Herkunftsbezeichnung Bourgogne zugelassen.

## Bevölkerungsentwicklung
| Asquins: Einwohnerzahlen von 1793 bis 2016                                                                                 | Asquins: Einwohnerzahlen von 1793 bis 2016 | Asquins: Einwohnerzahlen von 1793 bis 2016 | Asquins: Einwohnerzahlen von 1793 bis 2016 | Asquins: Einwohnerzahlen von 1793 bis 2016 |
| --- | ------------------------------------------ | ------------------------------------------ | ------------------------------------------ | ------------------------------------------ |
| Jahr |                                            |                                            |                                            | Einwohner                                  |
| 1793 | 1793                                       |                                            | 760                                        | 760                                        |
| 1800 | 1800                                       |                                            | 851                                        | 851                                        |
| 1806 | 1806                                       |                                            | 835                                        | 835                                        |
| 1821 | 1821                                       |                                            | 804                                        | 804                                        |
| 1831 | 1831                                       |                                            | 991                                        | 991                                        |
| 1836 | 1836                                       |                                            | 947                                        | 947                                        |
| 1841 | 1841                                       |                                            | 947                                        | 947                                        |
| 1846 | 1846                                       |                                            | 968                                        | 968                                        |
| 1851 | 1851                                       |                                            | 910                                        | 910                                        |
| 1856 | 1856                                       |                                            | 894                                        | 894                                        |
| 1861 | 1861                                       |                                            | 910                                        | 910                                        |
| 1866 | 1866                                       |                                            | 874                                        | 874                                        |
| 1872 | 1872                                       |                                            | 837                                        | 837                                        |
| 1876 | 1876                                       |                                            | 848                                        | 848                                        |
| 1881 | 1881                                       |                                            | 823                                        | 823                                        |
| 1886 | 1886                                       |                                            | 791                                        | 791                                        |
| 1891 | 1891                                       |                                            | 765                                        | 765                                        |
| 1896 | 1896                                       |                                            | 766                                        | 766                                        |
| 1901 | 1901                                       |                                            | 700                                        | 700                                        |
| 1906 | 1906                                       |                                            | 659                                        | 659                                        |
| 1911 | 1911                                       |                                            | 618                                        | 618                                        |
| 1921 | 1921                                       |                                            | 510                                        | 510                                        |
| 1926 | 1926                                       |                                            | 494                                        | 494                                        |
| 1931 | 1931                                       |                                            | 467                                        | 467                                        |
| 1936 | 1936                                       |                                            | 445                                        | 445                                        |
| 1946 | 1946                                       |                                            | 470                                        | 470                                        |
| 1954 | 1954                                       |                                            | 363                                        | 363                                        |
| 1962 | 1962                                       |                                            | 358                                        | 358                                        |
| 1968 | 1968                                       |                                            | 312                                        | 312                                        |
| 1975 | 1975                                       |                                            | 311                                        | 311                                        |
| 1982 | 1982                                       |                                            | 299                                        | 299                                        |
| 1990 | 1990                                       |                                            | 304                                        | 304                                        |
| 1999 | 1999                                       |                                            | 280                                        | 280                                        |
| 2006 | 2006                                       |                                            | 311                                        | 311                                        |
| 2011 | 2011                                       |                                            | 318                                        | 318                                        |
| 2016 | 2016                                       |                                            | 294                                        | 294                                        |
| Quelle(n): EHESS/Cassini bis 1999, INSEE ab 2006 Anmerkung(en): Ab 1962 offizielle Zahlen ohne Einwohner mit Zweitwohnsitz |                                            |                                            |                                            |                                            |

## Sehenswürdigkeiten
Die Kirche Saint-Jacques d'Asquins ist seit 1926 als Monument historique eingeschrieben und seit 1998 als Teil des Weltkulturerbes der UNESCO „Jakobswege in Frankreich“ ausgezeichnet.
Ihr Kirchenschiff stammt aus dem 12. Jahrhundert, das nördliche Seitenschiff aus dem 13. Jahrhundert. Andere Teile des Gebäudes sind jünger, insbesondere da nach den Zerstörungen von 1569/70 umfangreiche Arbeiten zum Wiederaufbau notwendig waren. Der letzte Bauabschnitt erfolgte mit der Wiedererrichtung des Kirchturms, dem Abriss der alten Westfassade und einer Aufstockung des Chorraums 1762–1775.
Bemerkenswert ist die barocke Ausstattung aus dem 18. Jahrhundert, darunter besonders die hölzernen Verkleidungen der Säulen im Kirchenschiff und die mit reichen Schnitzereien und Blattgold verzierte Kanzel.
Das wichtigste Heiligtum der Kirche ist eine farbig bemalte, hölzerne Büste des Apostels Jakobus aus dem 16. Jahrhundert. Sie ist heute in einer Vitrine ausgestellt.
Die Kapelle Saint-Nicolas de Climat-Séché außerhalb des Gemeindezentrums wurde 1742 errichtet und war eine Wallfahrtsort, um Regen zu erbitten.

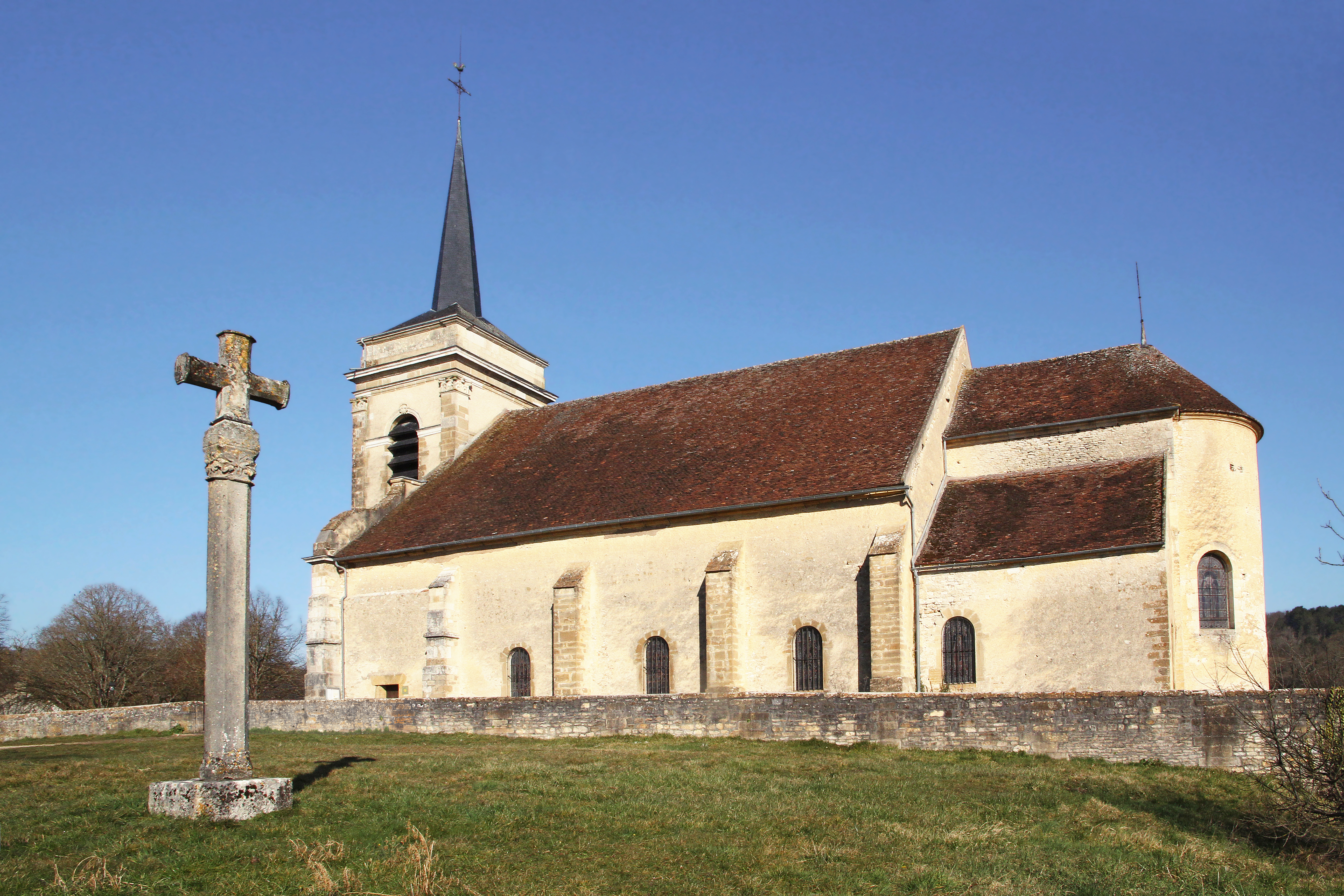
Kirche Saint-Jacquesle-le Majeur
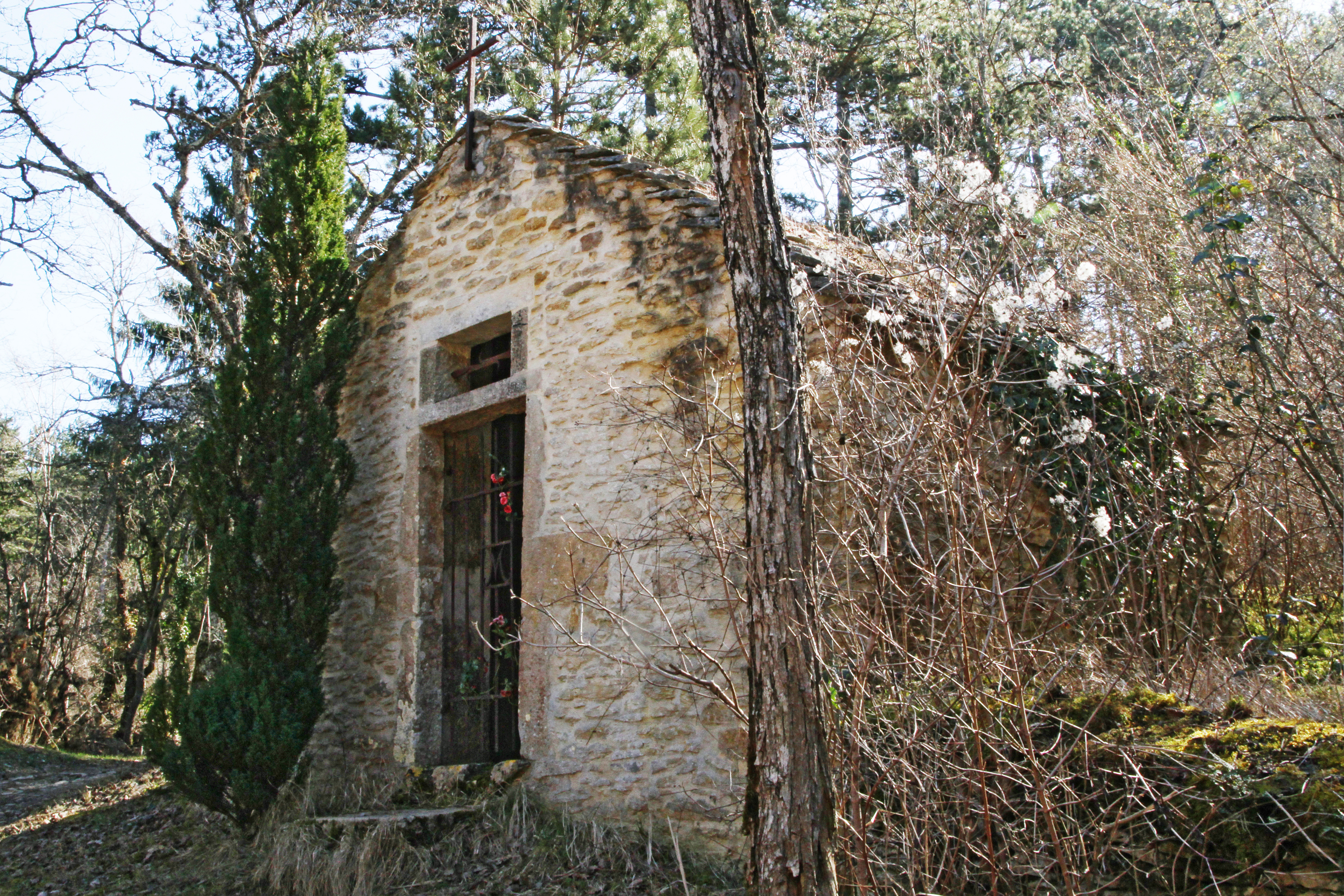
Kapelle Saint-Nicolas de Climat-Séché
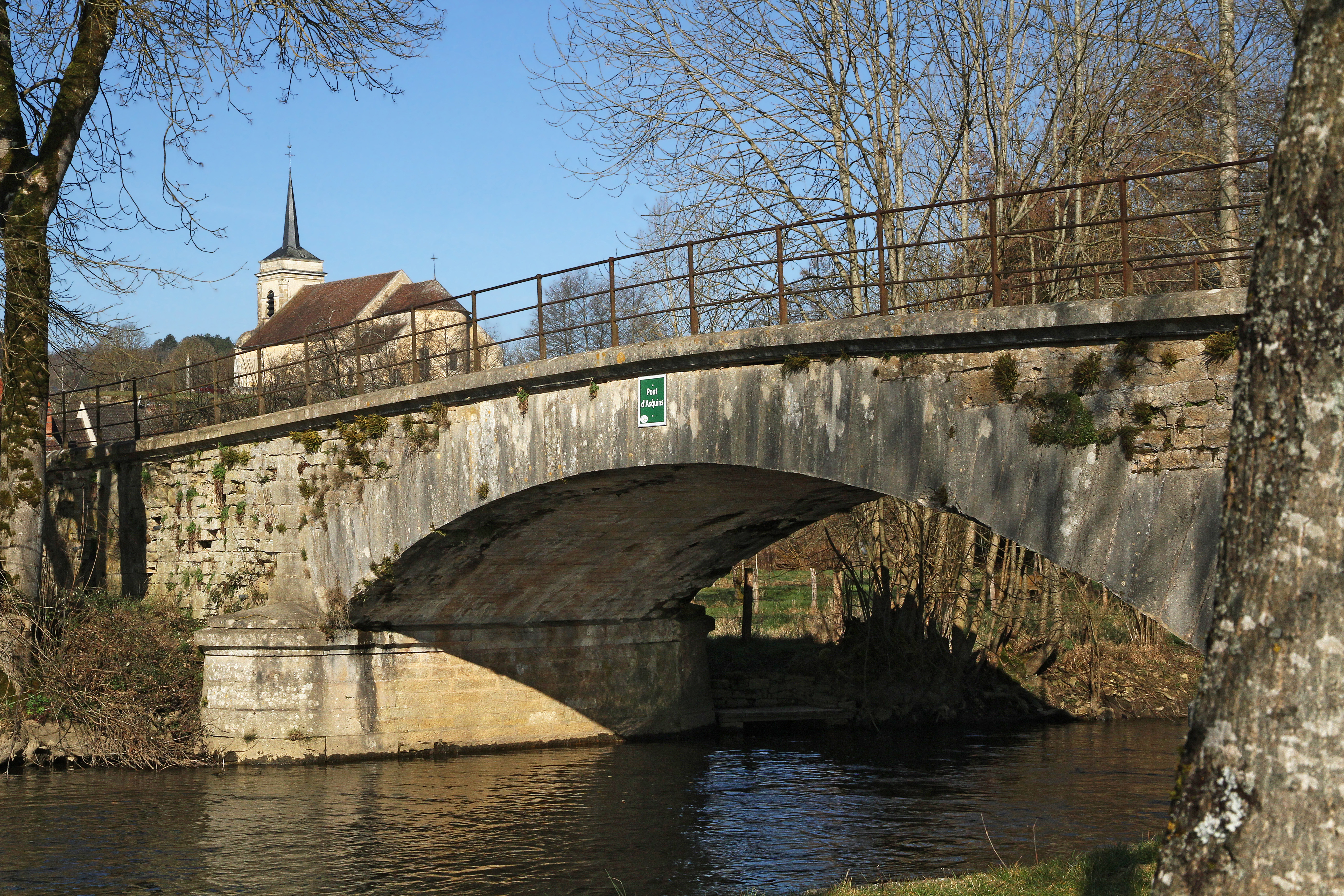
Brücke über die Cure